# Ankh : Le Tournoi des Dieux
Ankh : Le Tournoi des Dieux (Ankh: Kampf der Götter) est un jeu vidéo d'aventure en pointer-et-cliquer développé par Deck13 et édité par BHV Software, sorti en 2007 sur Windows et Mac.